# R550 Magic
R550 Magic – opracowany w 1968 przez firmę Matra naprowadzany termicznie pocisk rakietowy klasy powietrze-powietrze przeznaczony do niszczenia celów powietrznych na krótkich dystansach. R550 Magic powstał jako odpowiednik amerykańskiego pocisku AIM-9 Sidewinder. Pocisk był produkowany przez firmę Matra (od 2002 europejskie konsorcjum MBDA), a obecnie jest zastępowany przez nowocześniejsze MBDA MICA.
Pierwszego zestrzelenia celu powietrznego pociskiem Magic dokonano 11 stycznia 1972 roku, odpalając go z pokładu samolotu Gloster Meteor. Produkcję masową dla francuskich sił powietrznych (Armée de l'Air), oraz lotnictwa marynarki wojennej (Aéronavale) rozpoczęto w 1976 roku.
Pocisk posiada 8 stałych stateczników i 4 ruchome powierzchnie sterowe, a napęd stanowi silnik rakietowy na stały materiał pędny. Kierowanie pociskiem odbywa się automatycznie poprzez pasywny system naprowadzania w podczerwieni, który dla uniknięcia zakłóceń termicznych powstałych przez odbicie od lądu i wody jest chłodzony ciekłym azotem. Odłamkowo-burząca głowica bojowa jest wyposażona w zapalnik zbliżeniowy. W 1986 wprowadzono do uzbrojenia unowocześnioną wersję pocisku Magic 2 posiadającą zdolność atakowania celów także od frontu, a nie tak jak w starszej wersji Magic 1 tylko z tylnej półsfery (od strony źródła ciepła jakim są wyloty spalin z silników). Zewnętrzną cechą odróżniającą obie wersje pocisku jest przezroczysta w Magic 1 i nieprzezroczysta w Magic 2 osłona detektora podczerwieni.
Pociski R550 Magic znalazły się na uzbrojeniu m.in. argentyńskich samolotów Super Étendard podczas wojny o Falklandy-Malwiny.
Obecnie pocisk nie jest produkowany, chociaż nadal znajduje się w uzbrojeniu wielu krajów i jest przenoszony przez samoloty francuskie Super Étendard, Mirage 2000 i Rafale, indyjskie Sea Harrier, Jaguar, MiG-21, MiG-23 oraz rumuńskie MiG-21 Lancer.
Ogólnie wyprodukowano 11300 egzemplarzy pocisków rakietowych R550 Magic, z których znaczną część wyeksportowano do Iraku.